# لیگا

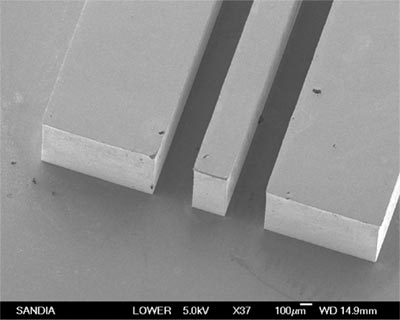
یک موج بر ساخته شده با روش LIGA(پهنای تقریبی: ۵۱۷ میکرومتر)

لیگا (به لاتین: LIGA یا LiGA) مخفف کلمات آلمانی نشان دهنده مراحل مختلف این فرایند ساخت، یعنی 'Lithographie, Gablvanoformung, Abformung (لیتوگرافی، آب‌کاری و قالب دهی) است.
لیگا یک روش برای تولید قطعاتی با ساختار میکرومتری است. کوچک‌ترین بعد ساختار تولید شده با این روش می‌تواند تا ۰/۲ میکرومتر طول و ارتفاعی تا ۳ میلی‌متر و نسبت ابعادی تا ۵۰ داشته باشد. با این روش می‌توان قطعاتی از جنس پلاستیک، فلز یا سرامیک ساخت.
LIGA در فناوری میکرو، به ویژه میکرو اپتیک و اکثراً در مواقعی که به نسبت ابعادی بالا نیاز است، استفاده می‌شود.

این روش در اوایل دهه ۸۰ میلادی در مرکز تحقیقات هسته ای سابق کارلسروهه در یک تیم به مدیریت ولفگانگ ارفلد و اروین ویلی بکر برای تولید قطعاتی با کاربرد در یک روش غنی سازی اورانیوم ایجاد شد.

مهم‌ترین مراحل ساخت با روش لیگا عبارتند از:
1. طراحی و ساخت ماسک اولیه، با یک لایه جاذب از جنس طلا به ارتفاع حدوداً ۲ میکرومتر، با کمک طرح‌نگارالکترونی و آبکاری با طلا.
2. رونویسی ماسک اولیه روی ماسک کار با لایه جاذب از جنس طلا با ارتفاع حدوداً ۲۵ میکرومتر، با کمک طرح نگاری عمیق پرتو رونتگن و آبکاری با طلا.
3. رونویسی ماسک کار بر روی یک لایه ۱۰۰ الی ۳۰۰۰ میکرومتری پلاستیکی با روش طرح نگاری عمیق پرتو رونتگن و حل کردن قسمت‌های نور دیده در محلول شیمیایی.
4. آبکاری فلزاتی نظیر طلا، نیکل یا مس در داخل قالب پلاستیکی برای ایجاد ساختار میکرو یا یک مهر برجسته از ساختار مورد نظر.
5. تولید انبوه ساختار میکرو با انتقال ساختارهای روی مهر بر روی پلاستیک یا مواد دیگر در دمای بالا.

## مراحل ساخت با فناوری لیگا

### تولید یک ماسک اولیه
ابتدا طرح ساختار مورد نظر توسط یک نرم‌افزار طراحی رایانه‌ای ایجاد می‌شود که بعداً باید توسط یک طرح‌نگار الکترونی بر روی لایه‌ای از لاک نوری، که بر روی زیرساخت پخش شده‌است، نگاشته شود. معمولاً لایه زیرساخت یک قرص سیلیسیم است که بر روی آن یک لایه کربن و یک لایه ۲ میکرومتری تیتانیم کندوپاش شده‌است. این لایه در نهایت نقش غشای روی ماسک را بازی می‌کنند. این سطح با یک لایه ۳ میکرومتری از لاک نوری (مثلاً PMMA) در یک دستگاه پوشش دورانی لاک اندود می‌شود. این لاک در دمای بالا سخت می‌شود.
با شلیک الکترون به این لاک در دستگاه طرح نگار الکترونی زنجیره بلند مولکول‌های آن شکسته می‌شود که این بخش‌های پرتو دیده طی فرایند ظهور در محلول شمیایی حل می‌شوند و تیتانیم زیر آن قسمت‌ها در دسترس قرار می‌گیرد. سپس با روش آبکاری ۲ میکرومتر طلا بر روی تیتانیم نشانده می‌شود. طلا توسط بخش‌های پوشیده شده با لاک جذب نمی‌شود. این ساختار طلا در نهایت به عنوان یک ساختار جاذب قوی برای امواج رونتگن استفاده می‌شود. در حالی که آن بخش از تیتانیم مستتر در زیر لاک که توسط طلا پوشیده نشده‌است به دلیل عدد اتمی کم برای امواج رونتگن شفاف است. حال لاک نوری باقی مانده که پرتو ندیده‌است را توسط سونش خشک می‌زداییم. سپس دورتادور حاشیه ساختار مورد نظر، بر روی لایه تیتانیم، قابی از جنس آلیاژ اینوار می‌چسبانیم. در دورتادور این قاب لایه تیتانیم را می‌شکافیم و به آرامی بلند می‌کنیم. وجود لایه کربن اولیه باعث می‌شود که لایه تیتانیم و طلای روی آن به راحتی از سطح سیلسیوم زیرساخت جدا شود. با این ماسک می‌توان یک لاک نوری را تا عمق ۷۰ میکرومتر با طرح‌نگاری عمیق رونتگن نوردهی کرد. اما از آنجایی که معمولاً ساختارهای بسیار بلندتر از ۷۰ میکرومتر مد نظر است احتیاج به ایجاد ماسک کار داریم.

### ساخت ماسک کار
ساختن یک ماسک کار بسیار شبیه ساختن ماسک اولیه است با این تفاوت که به جای استفاده از طرح‌نگار الکترونی، شکل ساختار طلای ماسک اولیه را با کمک طرح‌نگاری عمیق پرتو رونتگن بر روی یک لایه ۶۰ میکرومتری PMMA رونویسی می‌کنیم. پس از ظهور لاک یک لایه ۲۵ میکرو متری طلا را روی ماسک کار آبکاری می‌کنیم. سپس لاک پرتو ندیده را می‌زداییم. با این ماسک جدید به دلیل افزایش یافتن کنتراست پرتو رونتگن می‌توانیم لاک‌هایی تا عمق چندین میلی‌متر را نوردهی کنیم.

### تولید ساختار میکرومتری بلندتر
حال ماسک کار می‌تواند به عنوان یک ابزار برای ساخت قطعه با طرح‌نگاری پرتو رونتگن بر روی PMMA با ارتفاع تقریباً ۳ میلی‌متر استفاده شود. PMMA با این ارتفاع بلند معمولاً به صورت یک فیلم بر روی زیر ساخت چسبانده می‌شود. بقیه فرایند مانند قبل صورت می‌گیرد و پس از نوردهی لاک، ساختار در محلول شیمیایی ظاهر می‌شود.

### آب‌کاری
در این مرحله ساختار تولید شده در مرحله قبل را در یک حوضچه آب‌کاری فرو مبکنند و بخش‌های حل شده در مرحله قبل را با فلز (طلا یا نیکل) آب‌کاری می‌کنند. برای این کار باید لایه زیر ساخت طوری آماده شود که رسانای الکتریکی باشد. در این مرحله یا می‌توان مستقیماً از ساختار تولید شده‌استفاده کرد یا آنقدر به آب‌کاری ادامه داد تا قطعات فلزی از روی سطح بالایی PMMA به هم بپیوندند و تشکیل یک صفحه پیوسته فلزی را بدهند. در این حالت می‌توان از ساختار به صورت یک مهر استفاده کرد. از این قالب PMMA می‌توان چندین بار استفاده کرد و در عمل معمولاً از فلز نیکل برای ساخت این مهرها استفاده می‌شود.

### تولید انبوه با قالب زنی یاتزریق
این مهرهای ایجاد شده با استفاده صحیح می‌توانند تا چندین ده هزار بار استفاده شوند. با این مهرها می‌توان با تزریق یا قالب زنی با مواد مختلف قطعات میکرومتری را با هزینه مناسب تولید کرد.

## ویژگی‌ها
ویژگی‌های قطعات ساخته شده با این روش از قرار زیرند:
- درجه آزادی بالای تولید و فرم‌دهی میکرو ساختار.
- نسبت ابعادی بالاتر از ۱۰۰.
- قابلیت تولید صفحات موازی یا صفحات کاملاً عمود برهم.
- با نوردهی دوباره می‌توان صفحات خمیده تولید کرد.
- صفحات اپتیکی صیقلی (کاملاً براق) که به جای آینه اپتیکی می‌توان از آن‌ها استفاده کرد.
- قابلیت تولید ساختارهای عمودی با ارتفاع چند میکرو متر تا چند سانتی‌متر.
- قابلیت شکل‌دهی جزییاتی از یک ساختار که اندازه‌ای در محدوده ۵۰ نانومتر دارند.

## انواع روش لیگا
بسته به نوع طرح‌نگاری نوری استفاده شده برای تولید ماسک‌ها، ما با دو نوع روش لیگا رو به رو هستیم. لیگای رونتگنی که در آن از پرتو رونتگن (از یک سینکروترون) استفاده می‌شود و لیگای فرابنفش که در آن از پرتو فرا بنفش، مانند پرتودهی در تکنولوژی تولید قطعات نیمه هادی، استفاده می‌شود. روش لیگای فرابنفش در دهه آخر قرن بیستم با توسعه و پیشرفت تولید لاک‌های نوری به خصوص SU-8 ممکن شد. تا پیش از آن منظور از لیگا همواره لیگای رونتگنی بود.

یک نوع دیگر لیگا تولید یک مستر از یک قرص سیلیسیم، با کمک طرح‌نگاری نوری و سونش عمیق و در ادامه آب‌کاری و در صورت نیاز قالب ریزی است. این روش را با توجه به نام گذاری سنتی روش لیگا به عنوان لیگای سیلیسیوم می‌شناسند.

هم لیگای فرابنفش و هم لیگاهی سیلیسیوم دارای دقت کمتری نسبت به لیگای رونتگنی هستند. اما در مقایسه به هزینه تولید بسیار کمتری منجر می‌شوند که به همین دلیل به آن‌ها روش لیگای فقرا (Poor man's LIGA) هم می‌گویند.

## مواد مورد نیاز در این روش
مواد مصنوعی: PMMA، POM، PSU، PEEK، PVDF، PC، بسپار کریستال مایع، PA، PE

فلرات: نیکل، مس، طلا، آلیاژ نیکل-آهن، فسفید نیکل
سرامیک‌ها: PZT، PMNT، Aluminiumoxid، Zirconium(IV)-oxid

## چند نمونه کاربرد
با روش لیگا می‌توان چرخ‌دنده برای ابزارهای مینیاتوری (مانند سیستم تغییر سرعت در سر موتور مته دندانپزشکی) یا نازل‌های کوچک برای فیلترها ساخت. بکی از کاربردهای ویژه این روش در میکرو اپتیک است که به دلیل دقت بالای ساخت بسیار مورد استفاده قرار می‌گیرد. برای مثال قطعات میکرو پراش‌سنج‌ها با این روش ساخته می‌شوند. این گونه قطعات کوچک را به دلیل ابعادشان نمی‌توان روغن کاری کرد و هنر تولید با این روش در آنجا نهفته‌است که بتوان از موادی در تولید قطعات استفاده کرد که به صورت خودکار روانکاری شوند. این بدین معنی است که مثلاً استفاده از دو چرخ‌دنده هم‌جنس بدتر از استفاده از دو چرخ‌دنده غیر هم‌جنس است.